# Аргамач-Пальна
Аргама́ч-Пальна́ — село Елецкого района Липецкой области России. Входит в состав Елецкого сельсовета.

## Топоним
Название произошло от возвышенности Аргамач и реки Пальны. Гора Аргамач упоминается в отписке елецкого воеводы И. Мясного 1593 года. Чуть позже у острожской башни на Аргамачской горе возник острог.

## История
Строительство башни и острога послужило толчком к возникновению здесь населенного пункта в XVII веке. Одноимённое живописное урочище расположенное недалеко от села рассматривается перспективным для включения его в заповедник «Галичья гора». В настоящее время урочище имеет статус ландшафтно-биологического памятника природы.
Близ села находится средневековое русское селище Аргамач-Пальна 3 эпохи Елецкого княжества (последняя четверть XIV века — первая четверть XV века). Работает археологический парк «Аргамач».
С 1934 года до 26 сентября 1937 года находилось в составе Воронежской области, в 1937—1954 гг. — Орловской области.

## Население
| 2010 |
| ---- |
| 155  |